# Mszana (Pogórze Kaczawskie)
Mszana (niem. Mochenberg lub Mochen Berg) – wzniesienie o wysokości 475 m n.p.m., w południowo-zachodniej Polsce, na Pogórzu Kaczawskim, na Pogórzu Złotoryjskim.
Wzniesienie położone jest na terenie Parku Krajobrazowego "Chełmy", w południowo-zachodniej części Pogórza Kaczawskiego, w centralnej części Pogórza Złotoryjskiego, około 6,0 km na południowy zachód od Myśliborza, w woj. dolnośląskim.
Niewielkie wzniesienie o wulkanicznej przeszłości w kształcie rozległej płaskiej kopuły o dość łagodnych zboczach i mało podkreślonym wierzchołku wznosi się w zachodniej części małego grzbietu Muchowskich Wzgórz, stanowiąc ich najwyższy szczyt. Wzniesienie o zróżnicowanej budowie geologicznej, zbudowane z bazanitu mioceńskiego stanowiącego część dawnego komina wulkanicznego z towarzyszącą mu pokrywą lawową. Bazanit budujący wzniesienie jest spękany i tworzy regularne słupy o średnicy 30–40 cm lub grube nieregularne pseudosłupy. W szczytowej partii wzniesienia, powyżej 450 m n.p.m., występują ściany i żebra skalne (skałki) oraz rumowiska zbudowane z dużych ostrokrawędzistych bloków. Niższe partie zboczy przykryte są płaszczem utworów soliflukcyjnych, a u podnóża występują również osady glacjalne, fluwioglacjalne. Wzniesienie w całości porośnięte jest lasem liściastym z niewielką domieszką drzew iglastych. Na podłożu bazaltowym rośnie wiele ciekawych roślin, m.in. wawrzynek wilczełyko, przylaszczka, lilia złotogłów, mieczyk dachówkowy, barwinek pospolity, kopytnik pospolity, marzanka wonna, żywiec cebulkowy, wydmuchrzyca zwyczajna, paprotnik kolczysty.
Stożek wzniesienia był w trzeciorzędzie o wiele wyższy od obecnego wzgórza. W okresie zlodowacenia, w trakcie transgresji lądolodu wzniesienie było całkowicie przykryte lodem, wody topniejącego lądolodu, oraz silne procesy niszczące, trwające przez kilka ostatnich milionów lat, przyczyniły się do zdarcia grubej pokrywy otaczającej komin wulkaniczny. Z dawnego wulkanu zachował się tylko nek w postaci twardzieli wypełniających wnętrze krateru.
W południowo-zachodniej partii podszczytowej niewielkie wyrobisko dawnego kamieniołomu z widocznymi słupami bazaltowymi.
Na zachód od szczytu znajduje się 6-metrowa kwadratowa kamienna wieża widokowa ufundowana przez hrabiego von Carlovitza. Wieżę wzniesiono około 1848 roku, przebudowano w 1912 roku. Na początku XXI wieku wieżę wyremontowano.
W 2015 roku, najwyższe partie Mszanej oraz sąsiedniej góry Obłogiej, objęto ochroną rezerwatową, jako rezerwat przyrody Mszana i Obłoga.